# Sebourg British Cemetery
Le cimetière « Sebourg British Cemetery  » est un cimetière militaire  de la Première Guerre mondiale situé sur le territoire de la commune de Sebourg, Nord. 

## Localisation
Ce cimetière est situé au sud-est du village, au beau milieu des près. On y accède grâce à un petit sentier de 300 m à partir de la rue de Roisin.

## Historique
Occupé dès la fin août 1914 par les troupes allemandes, Sebourg  est restée loin du front jusqu'au 4 novembre 1918, date à laquelle les troupes britanniques en prirent possession après de violents combats notamment lors de la traversée de la rivière Aunelle . 

## Caractéristique
Le cimetière britannique de Sebourg contient 61 sépultures du Commonwealth de la Première Guerre mondiale, dont cinq non identifiées.

## Sépultures
| Pays        | Sépultures |
| ----------- | ---------- |
| Royaume-Uni | 61         |